# Историја Јужноафричке Републике
Историја Јужноафричке Републике дуга је преко 100 хиљада година. Верује се да су тада први људи населили територију Јужноафричке Републике. Историјски запис ове етнички разнолике земље генерално је подељен на пет различитих периода: преколонијално доба, колонијално доба, постколонијално доба, доба апартхејда и доба после апартхејда. Већину ове историје, посебно колонијално и постколонијално доба, карактеришу сукоби култура, насилни територијални спорови између европских досељеника и староседелаца, расељавања и репресије и друге политичке и расне тензије.
Открића дијаманата и злата у деветнаестом веку имала су велики утицај на богатство регије, постављајући је на светску позорницу, док се економија променила од искључиво пољопривредне до индустријализоване са развијеном урбаном инфраструктуром. Открића су такође довела до нових сукоба који су кулминирали у отвореном рату између бурских становника и Британске империје, борећи се, у суштини, за контролу над новонасталом рударском индустријом у Јужној Африци.
Након пораза Бура у Англо-бурском рату односно Другом бурском рату (1899–1902), Јужноафричка унија је настала као самоуправни доминион Британске империје под условима Јужноафричког акта из 1909. године, који је спојио четири претходно одвојене британске колоније: Рт добре наде (Колонија Кејп), Натал, Трансвал и реку Орање. Земља је 1934. године стекла потпуни суверенитет, у оквиру Британске империје, након усвајања Закона о статусу уније. Веза са британским монархом је прекинута 31. маја 1961. године као последица референдума из 1960. године, који је легитимизовао да земља постане суверена држава под именом Република Јужна Африка или Јужноафричка Република. Усвојен је републички устав.
Од 1948. до 1994. године, у политици Јужноафричке Републике доминирао је Африканерски национализам. Расна сегрегација и бела мањинска владавина, званично познато као апартхејд, африканерска реч која значи „одвојеност”, настала је 1948. године (под британском владавином) и постала званични закон сегрегације када је Јужна Африка постала република. То је био продужетак сегрегационистичког законодавства донетог 1960. године. Након деценија оружане борбе и међународне опозиције апартхејда, током којег је војну и политичку подршку обезбедио Совјетски Савез за нерасни Афрички национални конгрес (АНК), 27. априла 1994. године АНК је однео победу на првим демократским изборима у земљи у којој би све расе могле гласати. Од тада, Афрички национални конгрес доминирао је политиком у Јужноафричкој Републици, у несигурном савезу са Јужноафричком комунистичком партијом и Конгресом јужноафричких синдиката.

## Рана историја (пре 1652)

### Праисторија
Научници који су истраживали периоде пре него што су направљени писани историјски записи, утврдили су да је територија, која се данас назива Јужноафричком републиком, један од важних центара еволуције човека. Насељавали су је аустралопитеци од пре најмање 2,5 милиона година. Модерно људско насеље појавило се пре око 125 хиљада година у средњем каменом добу, што је показано археолошким открићима у Класиес Ривер пећинама. Прво људско насеље повезано је са ДНК групом пореклом из северозападне области јужне Африке и још увек је преовлађујући код домаћих Којсанаца. Јужну Африку су касније населили мигранти из западног региона централне Африке који говоре банту језик.
Професор Рејмонд Дарт открио је 1942. године у Бломбос пећини лобању детета из Таунга стару 2,51 милиона година, први пример Australopithecus africanus икад пронађеног. Пратећи Дартове кораке, Роберт Брум открио је нови, много робуснији хоминид 1938. године Paranthropus robustus у Кромдраи, а 1947. године открио је још неколико примера Australopithecus africanus у Стеркфонтејну. У даљем истраживању у пећини Бломбос 2002. године откривена су гравирања са зорцима мреже или укрштања, која датирају од пре 70 хиљада година. Ово је тумачено као најранији пример апстрактне уметности или симболичке уметности коју је створио Homo sapiens икада откривен.
У последњих неколико деценија појавило се много више врста раних хоминида. Најстарије је Мало стопало, колекција костију стопала непознатих хоминида старих између 2,2 и 3,3 милиона година, откривених у Стеркфонтејну од стране Роналда Кларка. Важан скорији проналазак био је проналазак 1,9 милиона година старог Australopithecus sediba, откривеног 2008. године. Откриће у близини Јоханезбурга објављено је 2015. године, а откривена је претходно непозната врста Homo, названа Homo naledi. Ово је описано као једно од најважнијих палеонтолошких открића у модерном времену.

### Бушмани и Хотентоти
Сматра се да су потомци средњопалеолитских популација домородачка племена Бушмани и Хотентоти. Насељавање јужне Африке од стране предака Којсанаца одговара најранијем раздвајању популације Homo sapiens у целини, повезано је са генетичком науком са оним што је описано научним терминима као матрилинеарна хаплогрупа Л0 (мтДНК) и патрилинеарна хаплогрупа А (Y-ДНК), пореклом из северозападне области јужне Африке.
Бушмани и Хотентоти груписани су под називом Којсанци и у суштини им се разликују само занимања. Док су Бушмани били ловци, Хотентоти су били пастири.
Археолошка открића костију стоке на полуострву Кејп указују на то да су се Хотентоти почели ту насељавати пре око 2 хиљаде година. Крајем 15. и почетком 16. века, португалски морнари, који су били први Европљани на Кејпу, сусрели су се са пастирима Хотентотима са стоком. Касније, енглески и холандски поморци су крајем 16. и 17. века разменили метале за стоку и овце са Хотентотима. Конвенционално је гледиште да је доступност стоке био један од разлога зашто је средином 17. века Холандска источноиндијска компанија основала седиште на месту на коме се данас налази лука Кејптаун. Почетно порекло Хотентота остаје неизвесно.
Успостављање службеног положаја Холандске источноиндијске компаније у Кејпу 1652. године убрзо је довело до сукоба између холандских насељеника и Којсанаца око власништва земљишта. Почели су шверц и крађа стоке, док су Којсанци силом протерани са полуострва, после ратова. Први којсанско-холандски рат избио је 1659. године, други 1673. године, а трећи је трајао од 1674. до 1677. године. До тренутка њиховог пораза и протеривања са полуострва и околних округа, Којсанци су десетковани епидемијом великих богиња, против којих Којсанци нису имали природног отпора или домаћих лекова. Болест су донели на полуострво холандски морнари.

### Банту народи
Ширење Бантуа је било једно од најважнијих демографских кретања у људској праисторији, чистећи велики део афричког континента током другог и првог миленијума пре нове ере. Заједнице људи који говоре банту језике стигле су до јужних делова Африке из слива Конга. Напредни Бантуи продрли су на територије Хотентота, присиљавајући домородачко становништво ове регије да се преселе на безводна подручја. Неке мигрантске групе, преци данашњег народа Нгони (Зулу, Коса, Свази и Ндебеле), више су волеле да живе близу источне обале што је данас Јужноафричка Република. Други, данас познати као Сото-Тсвана народи (Тсвана, Педи и Сото), настанили су се у унутрашњости, на висоравни познатој као Хајвелд, док су данашњи народи Венда, Лемба и Тсонга направили своје домове у североисточним подручјима данашње Јужноафричке Републике.
Краљевство Мапунгубве, које се налазило близу северне границе данашње Јужноафричке Републике, на ушћу река Лимпопо и Шаше, у непосредној близини данашњег Зимбабвеа и Боцване, прво је аутохтоно краљевство у јужној Африци између 900. и 1300. године. Оно се развило у највеће краљевство на потконтиненту пре него што је напуштено због климатских промена у 14. веку. Ковачи су правили предмете од гвожђа, бакра и злата, како за локалну декоративну употребу, тако и за спољну трговину. Краљевство је контролисало трговину преко источноафричких лука према Арабији, Индији и Кини и широм јужне Африке, чинећи га богатим кроз размену злата и слоноваче за увозне предмете, попут кинеског порцелана и персијских стаклених перлица.
Специфичности контакта између Банту народа и домаћих етничких група Којсанаца остају у великој мери непредвиђене, иако постоји језички доказ неке асимилације, пошто неколико јужних језика Банту (посебно Коса и Зулу) садрже многе цоктаве сугласнике којсанских језика. Асимилација није слична оној код европских насељеника, који су се прилагодили и асимилирали холандски, фламански, немачки и малајски језик у африканерски језик.

### Рано европско истраживање

#### Португалска улога
Португалски поморац Бартоломео Дијас био је први Европљанин који је истражио обалу Јужне Африке 1488. године, покушавајући да открије трговачки пут до Далеког истока преко најјужнијег дела Јужне Африке, коју је назвао Кабо дас Торментас, што значи Рт Олуја. Новембра 1497. године, флота португалских бродова под командом португалског морепловца Васка да Гаме обишла је Рт Добре Наде. До 16. децембра флота је прошла Велику рибљу реку на источној обали јужне Африке, где се Дијас раније вратио. Да Гама је обали дао име Натал док су пролазили, што на португалском значи Божић. Флота Да Гаме наставила је на север према Занзибару и касније пловила источно, стигавши на крају до Индије и тиме отворивши Кејп руту између Европе и Азије.

## Холандска колонијализација (1652–1815)
Холандска источноиндијска компанија (на данашњем холандском: Vereenigde Oostindische Compagnie или VOC) одлучила је основати трајно насеље у Кејпу. Ова компанија, једна од најважнијих европских трговачких кућа које плове путем зачина на исток, није имала намеру да колонизује ову област, уместо тога желела је само да успостави сигуран базни камп у коме би пролазећи бродови могли бити смештени и сервисирани и где би гладни морнари могли набавити свеже залихе меса, воћа и поврћа. У ту сврху, мала експедиција Холандске источноиндијске компаније, под командом Јана ван Рибека, стигла је до залива Тејбл 6. априла 1652. године.
Населили су се у Кејпу како би снабдевали своје трговачке бродове. Којсанци су престали да тргују са Холанђанима, Кејп и VOC морали су да увозе холандске фармере како би основали фарме за опскрбу пролазећих бродова, као и да обезбеде растуће VOC насеље. Мала почетна група слободних грађана, назив по коме су ови фармери били познати, постепено се повећавала и почела да шири своје фарме северно и источно од територије Којсанаца. Слободни грађани били су бивши војници VOC-а и вртлари, који нису били у могућности да се врате у Холандију када су њихови уговори са VOC-ом истекли. VOC је такође довела 71 хиљаду робова у Кејптаун из Индије, Индонезије, источне Африке, Маурицијуса и Мадагаскара.
Већина грађана имала је холандско порекло и припадали су Холандској реформистичкој цркви, али је било и неколико Немаца, који су претежно били лутерани. Холанђанима и Немцима су се придружили француски Хугеноти 1688. године, који су били калвинистички протестанти који су побегли из верских прогона у Француској под њенм католичким владарем, краљем Лујом XIV.
Ван Рибек сматрао је неполитичким поробљавање локалних домородаца Бушмана и Хотентота, тако да је VOC почела да увози велики број робова, првенствено из холандских колонија у Индонезији. На крају, Ван Рибек и VOC почели су да праве најамне слуге од Бушмана и Хотентота. Потомство мешаних раса холандских насељеника и Којсанаца и Малајаца постало је познато као Обојени Кејпа и Кејп Малајци. Значајан број потомака из белих и робовских синдиката упијен је у локалну популацију која говори прото-африканерски језик. Симон ван дер Стел, први гувернер холандског насеља, познат по свом развоју уносне јужноафричке винске индустрије, био је мешовитог расног порекла.

## Британска колонијализација, Мфекане и бурске републике (1815–1910)

### Британци на Рту добре наде
Нетом пре Француске револуције, 1787. године, фракција унутар политике Низоземске републике, позната као Патриотска партија, покушала је скинути са власти штатхолдера Виљема Орањског. Иако је побуна угушена, васкрсла је након француске инвазије у Холандију од 1794. до 1795. године, која је резултирала бежањем штатхолдера из земље. Патриотски револуционари су прогласили Батавијску републику, која је била блиско повезана са револуционарном Француском. Као одговор, штатхолдер, који је пребивао у Енглеској, издао је Кју белешке, којима је наредио колонијалним гувернерима да се предају Британцима. Британци су затим преузели Рт добре наде 1795. године, како би спречили да падне у француске руке. Рт добре наде враћен је Холанђанима 1803. године. Две године касније, Британци су Рт добре наде наследили као награду током Наполеонових ратова, поново га отимајући од француског Краљевства Холандије, које је заменило Батавијску републику.
Као Холанђани пре њих, Британци су имали јако мало интереса за Колонију Кејп, гледали су је само као луку са добрим стратешким положајем. Чланови о капитулацији Рта добре наде из 1806. године дозвољавали су колонији да задржи „сва своја права и привилегије које су до тада уживали”. Британски суверенитет на овом подручју признат је Бечким конгресом 1815. године, а холандски држављани су прихватили плаћање 6 милиона фунти за колонију. Британци забрањују употребу холандског језика 1806. године у циљу привикавања Европских насељеника на британски језик и културу. Ово је утицало на присиљавање више холандских колониста да се преселе далеко од британског административног домашаја. Много касније, 1820. године, британске власти убедиле су око 5 хиљада британских имиграната да напусте Велику Британију. Многи од њих су се населили у Грејамстаун и Порт Елизабет.
Британска политика за Јужну Африку варирала је у односу на владу, али је главни императив током 19. века био заштита стратешког пута према Индији, са што мање трошка за колонију. Овај циљ био је компликован због граничних сукоба са Бурима, који су убрзо постали ненаклони према британској власти.

### Европско истраживање унутрашњости
Пуковник Роберт Џејкоб Гордон из Холандске источноиндијске компаније био је први Европљанин који је истраживао делове унутрашњости док је командовао холандским гарнизоном на Рту добре наде, од 1780. до 1795. године. Четири експедиције Гордона које су се десиле између 1777. и 1786. забележене су у серији од неколико стотина цртежа познатих колективно као Гордон Атлас, као и у његовим часописима, који су откривени тек 1964. године.
Рани односи између европских насељеника и Коса, првих Банту народа које су упознали, били су мирни. Међутим, дошло је до надметања око земље, а ова напетост довела је до преокрета у виду рација над стоком 1779. године.
Британски истраживачи Дејвид Ливингстон и Вилијам Озвел верује се да су први људи који су прешли пустињу Калахари 1849. године. Краљевско географско друштво је касније наградило Ливингстона златном медаљом за откривање језера Нгами у пустињи.

### Зулу милитаризам и експанзионизам
Зулу народ део је племена Нгуни и у почетку су били мали клан у данашњем северном делу покрајине Квазулу-Натал, а основао га је Зулу каНтомбела око 1709. године.
Двадесетих година 19. века дошло је до великог преокрета који се односио на војну експанзију Зулу краљевства, која је заменила првобитни афрички систем кланова са краљевствима. Људи који говоре сото језик овај период називају дифакане („присилна миграција”), док људи који говоре зулу језик га називају мфекане („лом”).
Постоји више различитих теорија о узроку дифакане, који се крећу од еколошких фактора до конкуренције у трговини слоноваче. Друга теорија каже да је главни узрок Зулу насиља трговина робовима из залива Делгоа у Мозамбику, смештеном северно од Зулуленда. Према овој теорији, португалски робовласници су били приморани да оду на југ због повећане поморске активности за време Наполеонових ратова; бежање избеглица од надолазећих робовласника подстицало је насилну нестабилност у региону.
Нгуни племена су 1818. године у Зулуленду постала милитаристичко краљевство под водством Шаке Зулу, сина поглавице Зулу клана.
Народи су се склањали са пута Шакине војске и тиме и сами постајали агресори над својим комшијама. Овај талас расељавања се ширио јужном Африком али и даље. Такође је убрзао формирање неколико нових држава, нарочито држава Сото народа (данас Лесото) и Свази (данас Есватини).
Шаку су убили његова полубраћа Дингани и Умлангана 1828. године. Слабији и неспособнији Дингани постао је краљ, отпустио је војску, али наставио деспотизам. Дингани је такође покушао да успостави односе са британским трговцима на обали Натал, али су се догађаји почели развијати наслућујући пропаст независности Зулу. Процене броја жртава мфекане су од 1 до 2 милиона.

### Буру људи и републике
После 1806. године, бројни холандски досељеници Колоније Кејп селили су се у унутрашњост, у почетку у малим групама. На крају је, тридесетих година 18. века, велики број Бура мигрирао у оном што је данас познато као Велики пут. Међу иницијалним разлозима за њихов одлазак из Колоније Кејп било је правило за енглески језик. Религија је била веома важан аспект културе досељеника, а библијске и црквене службе биле су на холандском. Слично томе, у школама, правосуђу и трговини користио се холандски језик све до доласка Британаца. Закон о језику проузроковао је неповерење, незадовољство и отпор.
Још један од разлога за одлазак холандских фармера из Кејпа било је укидање ропства од стране британске власти на Дан еманципације 1. децембра 1838. године. Пољопривредници су се жалили да не могу надокнадити рад својих робова без губитка превелике своте новца. Улагали су велике количине капитала у робове, а власници који су купили робове на кредит или их користили као сигурност код кредита суочили су се са великим губицима. Ово је тражено пошто су Бури подржавали укидање ропства конвенцијама Блумфонтејн (1854) и Санд ривер (1852), а Британија је доделила суму од 1.200.000 британских фунти као надокнаду холандским насељеницима, под условом да своје захтеве поднесу у Британији. Ово је проузроковало даље незадовољство холандских насељеника. Погрешно су веровали да је управа Кејпа узела тај новац себи као отплату за ослобађање њихових робова. Они насељеници којима је додељен новац могли су то само лично или преко посредника подигнути у Британији. Провизију коју су узимали посредници била је вредност једног роба, због тога они насељеници који су тражили новац за само једног роба нису могли добити ништа.

#### Јужноафричка Република
Јужноафричка Република (холандски: Zuid-Afrikaansche Republiek или ZAR, не треба мешати са каснијом Јужноафричком Републиком), Трансвал и понекад Република Трансвал, била је независна и међународно призната национална држава у јужној Африци од 1852. до 1902. године. Независни суверенитет републике формално је признала Велика Британија потписивањем Конвенције реке Санд 17. јануара 1852. године. Република је, под премијером Полом Кругером, поразила британске снаге у Првом бурском рату и остала независна до краја Другог бурског рата 31. маја 1902. године, када је била приморана да се преда Британцима. Територија Јужноафричке републике после овог рата постала је позната као Трансвалска колонија.

#### Фри Стејт
Независна бурска република Слободна Држава Орање, развила се из суверенитета британске Колоније река Орање, подстакнута присуством британских трупа и трајала је од 1848. до 1854. године на територији између река Орање и Вал, званој Трансорање. Британија је, због војног терета који јој је наметнуо Кримски рат у Европи, потом повукла своје трупе са територије 1854. године, када су територије заједно са другим подручјима у региону проглашене Слободном Државом Орање. Марта 1858. године, након спорова о земљишту, шверцовања говеда и серија напада и контранапада, Слободна Држава Орање објавила је рат краљевству Басото, које није успела да порази. Назив Слободне Државе Орање промењен је поново у Колонија реке Орање, коју је створила Британија након што ју је други пут окупирала 1900. године и потом анексирала 1902. године, током Другог бурског рата. Колонија, са процењеном популацијом мањом од 400 хиљада 1904. године, престала је да постоји 1910. године, када је припојена у Јужноафричку унију као Фри Стејт.

#### Република Натал
Република Натал била је краткотрајна бурска република основана 1839. године од стране Бура који су емигрирали из Колоније Кејп. Група од 25 Британаца стигла је из Кејпа и основала насеље на северној обали залива Натал, који ће касније постати лука Дурбан. Бури су 1838. године основали Републику Наталију са Питермарицбургом као главним градом. У ноћи са 23. на 24. мај 1842. године, британске колонијалне силе напале су логор Бура. Напад није успео, а британске снаге повукле су се у Дурбан, који су опколили Бури. Локални трговац Дик Кинг и његов слуга Ндонгени, који су касније постали народни хероји, успели су да побегну из блокаде и оду у Грејамстаун, на удаљености од 600 km за 14 дана како би прикупили британско појачање. Појачање је стигло у Дурбан 20 дана касније, опсада је сломљена, а Бури су се повукли. Бури су прихватили британску анексију 1844. године. Многи наталски Бури, који су одбили да признају британску владавину, прешли су преко планине Дракенсберг како би се населили у Слободној Држави Орање и Трансвалској републици.

### Колонија Рт добре наде (Кејп)
Између 1847. и 1854. године, сер Хари Смит, гувернер и високи повереник Колоније Кејп, анексирао је територију северно до изворног британског и холандског насеља.
Смитова експанзија Колоније Кејп резултирала је сукобом са незадовољним Бурима у суверенитету реке Орање, који су 1848. године отпочели неуспелу побуну у Бумплатсу. Анексија је такође убрзала рат између британских колонијалних сила и домаћег народа Коса 1850. године у источном приморском региону.
Почев од средине 19. века, Рт добре наде, који је тада био највећа држава у јужној Африци, почео је да се креће ка већој независности од Британије, а 1854. године одобрен им је први локално изабрани парламент, Парламент Рта добре наде.
Након дугог политичког сукоба, 1872. године, успели су добити одговорну владу са локалним одговорним извршним премијером. Кејп је ипак остао део Британске империје, иако је у пракси био самоуправан. Колонија Кејп била је неуобичајена у Јужној Африци јер су њени закони забранили било какву дискриминацију на основу расе и, за разлику од Бурских република, одржани су избори где су све расе имале право гласа.
У почетку је био период снажног економског раста и друштвеног развоја. Међутим, слабо обавештени Британци покушали су да државе Јужне Африке уједине у Британску федерацију, што је довело до међунационалних тензија и Првог бурског рата. У међувремену, откриће дијаманата у близини Кимберлија и злата у Трансвалу довело је до поновне нестабилности, нарочито зато што су подстакли амбициозног колонијалисту Сесила Роудса. Као премијер Кејпа, Роудс је укинуо право гласа за све расе, а његова експанзионистичка политика довела је до Другог бурског рата.

### Натал
Индијски робови из холандских колонија доведени су у области Кејпа 1654. године од стране холандских насељеника.
До краја 1847. године, након британске анексије бивше бурске републике Наталије, готово сви Бури су напустили некадашњу републику коју су Британци преименовали у Натал. Улогу бурских насељеника преузели су субвенционисани британски имигранти од којих је 5 хиљада стигло између 1849. и 1851. године.
До 1860. године, са ропством укинутим 1834. године, а након анексије Натала као британске колоније 1843. године, британски колонијалисти у Наталу (сада Квазулу-Натал) окренули су се Индији да би решили недостатак радне снаге. Мушкарци локалног ратног Зулу народа одбијали су да усвоје свој покорни раднички положај. Те године, у луку Дурбан стигао је брод са преко 300 Индијаца.
Током наредних 50 година, стигло је још 150 хиљада индијских најамних слуга и радника, као и бројних слободних „индијских путника”, градећи темељ за оно што је касније постало највећа индијска заједница ван Индије.
До 1893. године, када је у Дурбан стигао адвокат и друштвени активиста Махатма Ганди, Индијци су надмашили белце у Наталу. Борба за грађанска права Гандијевог Индијског конгреса Натала није успела; док 1994. године није дошло до демократије, Индијци у јужној Африци били су предмет већине дискриминационих закона који су се примењивали на све становнике земље који нису били белци.

### Гриква народ
До краја 18. века, становништво Колоније Кејп порасло је толико да је укључивало велики број људи мешовите расе, „обојених” који су били потомци екстензивних међурасних односа између белих, мушких, холандских насељеника и жена Хотентота и женских робова увезених из источних холандских колонија. Припадници ове заједнице мешовите расе били су језгро онога што је постао народ Гриква.
Под вођством бившег роба по имену Адам Кок, ови „обојени” или Бастери (што значи „копиле”), како су их називали Холанђани, започели су пут на север у унутрашњост, оно што је данас провинција Северни Кејп. Пут Гриква, како би избегли утицај Колоније Кејп, описан је као „један од великих епова 19. века”. На овом дугачком путовању придружили су им се бројни Бушмани и Хотентоти, припадници локалних афричких племена, као и неки бели одметници. Око 1800. године почели су прелазити северну границу коју је формирала река Орање, појављујући се коначно у ненасељеном подручју које су назвали Грикваленд.
Др. Џон Филип, настојник Лондонског мисионарског друштва у Јужној Африци, подстакао је 1825. године фракцију народа Гриква да се пресели у мјесто звано Филиполис, мисионарску станицу неколико стотина километара јужно од Грикваленда. Филипова намера била је да Грикве заштите мисионарску станицу од бандита у регији, као и бедеме од покрета северњачких белих насељеника из Колоније Кејп. Сукоб око земље између Гриква народа и насељеника довео је до тога да су послате британске трупе у регион 1845. године. То је означило почетак деветогодишње британске интервенције у сукобима у региону, који су Британци назвали Трансорање.
Већина филиполиских Гриква кренули су на даљи пут 1861. године како би избегли да буду колонизовани од стране Колоније Кејп или да ступе у сукоб са проширеном бурском републиком Слободном Државом Орање. Отишли су око 500 mi (800 km) источно, преко Кватламбе (данас познато као планински масив Дракенсберг), насељавајући се на крају на подручју званично названом „Номенсленд”, који су Грикве преименовали у Источни Грикваленд. Источни Грикваленд је касније анексирала Британија 1874. године и припојен је Колонији Кејп 1879. године.
Првобитни Грикваленд, северно од реке Орање, анексирала је британска Колонија Кејп и преименовала је у Западни Грикваленд након открића најбогатијег налазишта дијаманата на Кимберлију 1871. године, који је име добио по британском колонијалном секретару, Ерлу Кимберлију.
Иако нису званично постојале границе, вођа Гриква Николас Ватербур је тврдио да су се дијамантска налазишта налазила на територији која је припадала Гриквама. Бурске републике Трансвал и Слободна Држава Орање су се такође такмичиле за власништво над том територијом, али Британија, као најзначајнија сила у региону, освојила је контролу над спорном територијом. Ватербур је 1878. године водио неуспешну побуну против колонијалних власти, због чега је ухапшен и накратко прогнан.

### Погранични ратови у Кејпу
У ранијем периоду Јужноафричке Републике, европско поимање националних граница и власништва над земљом није имало противнике у афричкој политичкој култури. За поглавицу једног племена у Лесоту, уобичајени данак су коњи и говеда за коришћење земљишта које је под његовом управом. И за бурске и британске насељенике верује се да су овај начин сматрали да представља куповину и трајно власништво над земљом под независном управом.
Како су британски и бурски насељеници почели да оснивају трајне фарме након путовања преко земље у потрази за најбољим пољопривредним земљиштем, наишли су на отпор локалног Банту народа који је првобитно мигрирао јужно из централне Африке стотинама година раније. У југоисточном делу Јужноафричке Републике, Бури и Косе су се сукобили дуж Велике рибље реке и 1779. године избио је први од девет пограничних ратова. Скоро 100 година, Коса народ се борио са досељеницима, прво са Бурима или Африканерима, а касније са Британцима. У Четвртом пограничном рату, који је трајао од 1811. до 1812. године, Британци су присилили Косе да се повуку назад преко Велике рибље реке и изградили су тврђаве дуж ове границе.
Све веће економско учешће Британаца у јужној Африци двадесетих година 19. века, а посебно након открића првих дијаманата у Кимберлију и злата у Трансвалу, довело је до притиска на земљу и афричке послове, што је даље водило ка напетим односима са афричким државама.
Сукоб између две вође Коса народа, Ндламбе и Нгкика, 1818. године завршио је поразом Нгкике, али су Британци наставили да признају Нгкику као главног поглавицу. Он је позвао Британце за помоћ у борби против Ндламбеа, који се повредио током Петог пограничног рата 1819. године, нападајући британски колонијални град Грејамстаун.

#### Ратови против Зулу народа
У источном делу данашње Јужноафричке Републике, у регији названој Наталија од стране бурског племена, Бури су преговарали са краљем Зулу народа Динганијем каСензангакона, који им је омогућио да се населе у делу тадашњег Зулу краљевства. Уследило је шверцовање говеда и убијање странке Бура под вођством Пита Ретифа.
Након убиства Ретифове странке, Бури су се бранили од напада Зулуа на реци Нкоме 16. децембра 1838. године. Процењује се да је ратовало око 5 хиљада Зулу ратника. Бури су заузели дефанзивну позицију са високим обалама реке Нкоме, које су формирале природне препреке у њиховом залеђу, и воловске запреге које су биле барикаде између њих и нападачке војске Зулу. Око 3 хиљаде Зулу ратника умрло је у сукобу који је историјски познат као Битка код Крваве реке.
У каснијој британској анексији краљевства Зулу, Англо-зулу рат вођен је 1879. године. Након успешног увођења федерације у Канади, веровало се да слични политички напори, заједно са војним кампањама, могу успети и са афричким краљевствима, племенским областима и бурским републикама у Јужној Африци.
Сер Хенри Бартл Фрере је послат у Јужну Африку 1874. године, као високи комесар за Британску империју како би остварио такве планове. Међу препрекама било је присуство независних држава Јужноафричке Републике и Краљевине Зулуленда и њихове војске. Фрере је, на властиту иницијативу, без одобрења британске владе и са намером да подстакне рат са Зулу, поставио Зулу краљу Кечвају ултиматум 11. децембра 1878. године, којем краљ није могао да се покори. Бартл Фрере је затим послао лорда Челмсфорда да нападне Зулуленд. Рат је познат по неколико крвавих битака, укључујући и огромну победу Зулуа у бици код Исандлуане, као и по томе да је био велика тачка у историји империјализма на овим просторима.
Потенцијална победа Британије над Зулу народом, која би обележила крај независности Зулу народа, постигнута је уз помоћ сарадника Зулуа који су имали културне и политичке озлојеђености против централизоване Зулу власти. Британци су затим поставили огромне плантаже шећера на подручју који је данас познат као провинција Квазулу-Натал.

#### Ратови са Басото народом
Од 1830-их па надаље, велики број белих насељеника Колоније Кејп прешао је реку Орање и почео насељавати плодни јужни део територије познате као Нижа каледонска долина, која је била окупирана од стране Басото сточара под надлежношћу оснивачког монарха Басото народа Мошвешвеа I. Године 1845. потписан је уговор између британских колониста и Мошвешвеа, који је признавао насељавање белаца на том подручју. Нису постављене чврсте границе између подручја које су насељавали белци и Мошвешвеовог краљевства, што је довело до сукоба на граници. Мошвешве је веровао да је изнајмљивао пашњаке насељеницима, док су насељеници веровали да су добили трајно право на земљиште. Африканерски насељеници су се посебно гнушали идеје да живе под Мошвешвеовом влашћу и међу Африканцима.
Британци, који су у то време контролисали подручје између река Орање и Вал, названо Суверенитет реке Орање, одлучили су да је видна граница неопходна и проглашена је линија названа Управна линија која дели подручје између британских и басотских територија. Ово је довело до сукоба између Басота и Британаца, који су поражени од стране Мошвешвеових ратника у бици код Фирвоета 1851. године.
Као казна Басоту, гувернер и главни командант Колоније Кејп, сер Џорџ Кеткарт, распоредио је трупе покрај реке Мохокаре; Мошвешвеу је наређено да плати новчану казну. Када није платио ту казну у потпуности, на планини Береа 1852. године избила је битка, где су Британци претрпели велике губитке. Британци су предали територију Бурима 1854. године, потписујући Конвенцију реке Санд. Ова и остале територије у региону тада су постале Слободна Држава Орање.
Уследио је низ ратова од 1858. до 1868. године између Басото краљевства и бурске републике Слободне Државе Орање. У биткама које су уследиле, Слободна Држава Орање неуспешно је покушала заузети Мошвешвеово планинско упориште на Таба Босију, док је Сото вршио рације на територији Слободне Државе Орање. Обе стране усвојиле су тактику спаљивања земљишта, тако уништавајући велике пашњаке и њиве. Суочени са гладовањем, Мошвешве је 15. октобра 1858. године потписао мировни уговор, иако су кључна питања о границама остала нерешена. Поново је избио рат 1865. године. Након неуспешног апела за помоћ од Британској империји, Мошвешве је потписао споразум из Таба Босије 1866. године, при чему је Басото уступио значајну територију Слободној Држави Орање. Британски парламент је 12. марта 1868. године прогласио Басото краљевство британским протекторатом и делом Британске империје. Престала су отворена непријатељства између Слободне Државе Орање и Басото. Земља је касније названа Басутоленд, а тренутно се зове Лесото.

#### Ратови са Ндебеле народом
Када су Бури стигли у северозападни део данашње Јужноафричке Републике 1836. године, дошли су у сукоб са подгрупом Ндебеле народа, које су насељеници назвали „Матабеле”, са поглавицом Миликазијем. Уследио је низ битака, у којима је Миликази на крају поражен. Повукао се из ове области и водио своје људе на север, до оног што ће касније постати Матабеле регија Јужне Родезије (данас Зимбабве).
Остали чланови Ндебеле етничке језичке групе у различитим подручјима на сличан начин дошли су у сукоб са Бурима, нарочито у области која је касније постала Северни Трансвал. Септембра 1854. године, 28 Бура, оптужена за шверц стоке, убијена су у три одвојена инцидента од стране савеза Ндебеле поглавица Мокопанија и Манкопанија. Мокопани и његови следбеници, предвиђајући одмазде насељеника, повукли су се у планинске пећине познате као Гваса (афр. Makapansgat). Крајем октобра, бурски командоси, подржани од стране локалних трибалских сарадника Кгатла, поставили су опсаде око пећина. Крајем опсаде, око три недеље касније, Мокопане и између 1.000 и 3.000 људи умрли су у пећинама. Преживели су ухваћени и наводно поробљени.

#### Ратови са Педима
Педски ратови, такође познати и као Секукунијеви ратови, састојали су се од три одвојене операције које су вођене између 1876. и 1879. године против народа Педи, које је предводио владар краљ Секукуни, у североисточној регији познатој као Секукуниленд, која се граничи са Свазилендом. Даљи сукоби проузроковани су јер Секукуни није дозволио да се тражи злато на територији коју је сматрао сувереном и независном под његовом влашћу. Први Секукунијев рат 1876. године започели су Бури, а две одвојене операције Другог Секукунијевог рата 1878. и 1879. године започели су Британци.
Током последње операције, Секукуни и чланови његове пратње, склонили су се у планинску пећину где су били одсечени од воде и хране. На крају се предао бурским и британским снагама 2. децембра 1879. године. Секукуни, чланови његове породице и неки педски генерали затим су затворени две године у Преторији, док је Секукуниленд постао део Трансвалске Републике. На анексираној територији никада није пронађено благо.

### Откриће дијаманата
Прва открића дијаманата између 1866. и 1867. године била су алувијална, на јужним обалама реке Орање. До 1869. године дијаманти су нађени на некој раздаљини од било којег водотока или реке, у тврдом камену званом плаво тло, касније названо кимберлит, по рударском граду Кимберли где су концентрисани ископи дијаманата. Ископи су се налазили у области нејасних граница и спорног власништва над земљиштем. Право на ово земљиште расправљали су Јужноафричка Република (Трансвал), Слободна Држава Орање и народ мешовите расе Гриква под водством Николаса Ватербура. Гувернер Колоније Кејп сер Хенри Баркли убедио је све који су тражили право на земљиште да одлуку предају арбитру, па је тако Роберт Кит, заменик гувернера Натала тражен да арбитрира. Кит је доделио власништво Гриквама. Ватербури, страхујући од сукоба са бурском републиком Слободном Државом Орање, потом је тражио и добио британску заштиту. Грикваленд је затим постао посебна Колонија Круна, која је преименована у Западни Грикваленд 1871. године, са генерал-пуковником и законодавним саветом.
Колонија Круна Западног Грикваленда анексирана је Колонији Кејп 1877. године, а усвојена законом 1880. године. Гриква народ није остварио никакву материјалну корист због колонијализације или анексирања; нису добили никакав део дијамантског богатства која су настала у Кимберлију. Заједница Гриква касније је распуштена.
До седамдесетих и осамдесетих година 19. века рудници Кимберлија производили су 95% светских дијаманата. Све већа потрага за златом и другим ресурсима била су финансирана богатством и практичним искуством стеченим у Кимберлију. Приходи који су настали у Колонији Кејп из дијамантских ископа Кимберлија омогућили су да се Колонији Кејп одобри одговорни државни статус 1872. године, пошто више није зависила од британског трезора и тиме је омогућено да буде потпуно самоуправна, на сличан начин као што су и федерација Канаде, Новог Зеланда и неких аустралијских држава. Богатство добијено из дијамантских ископа Кимберлија, које је ефективно утростручило царинске приходе Колоније Кејпа од 1871. до 1875. године, такође је удвостручило и њену популацију и дозволило да прошири своје границе и железнице на север.
Британски империјалиста Сесил Џон Роудс је 1888. године основао Де Бирс уједињене руднике у Кимберлију, након што је откупио и спојио појединачне делове помоћу финансија које је пружила династија Ротшилд. Обилна, јефтина афричка радна снага била је основа за успех рудника дијаманата у Кимберлију, с обзиром да ће касније бити разлог за успех рудника злата на Витватерсранду. У неким академским круговима предложено је да је богатство које је настало у Кимберлију било значајан фактор за освајање Африке, у којем су се европске силе до 1902. године такмичиле једна са другом око постављања граница на скоро читавом континенту и делиле га међусобно.

### Откриће злата
Иако постоји много прича, не постоји поуздан доказ о томе ко је први открио злато или начин на који је првобитно откривено крајем 19. века у Витватерсранду (енглески: White Waters Ridge, дословно преведено Гребен Беле Реке) у Трансвалу. Откриће злата у фебруару 1886. године, на фарми Ланглагте у Витватерсранду, посебно је изазвало јурњаву за златом код проспектора и трагаче за богатством из целог света. Међутим, изузев у ретким избијањима злата на површину, главни златни наноси током много година постепено су покривани хиљадама стопа тврдог камена. Проналажење и вађење дубоко испод земље захтевало је капитал и инжењерске вештине које су убрзо резултирале да дубоки рудници у Витватерсранду производе четвртину светског злата, а „инстант град” Јоханезбург постаје главни златни гребен.
У року од 2 године од открића злата у Витватерсранду, основане су четири рударске финансијске куће. Прву је формирао Херман Екстајн 1887. године, која је на крају постала Ренд рудници. Хермана следе Сесил Роудс и Чарлс Рад, са својом компанијом Златна Поља Јужне Африке. Роудс и Рад су се раније обогатили на рударењу дијаманата у Кимберлију. У акцијама Витватерсрандског златног рудника 1895. године дошло је до инвестиционог успона. Драгоцени метал који је подупирао међународну трговину доминирао је јужноафричким извозом у наредним деценијама.
Од водећих 25 страних индустријалаца који су били инструментални у отварању дубоких рударских операција на златним пољима Витватерсранда, 15 је било Јевреја, 11 је било из Немачке или Аустрије, од којих су 9 такође били Јевреји. Комерцијалне могућности отворене откривањем злата привукле су многе друге људе европског јеврејског порекла. У Јужној Африци 1880. године било је око 4.000 јеврејског становништва; до 1914. године порастао је на више од 40.000, углавном миграната из Литваније.
Радно окружење рудника, у међувремену, како је један од историчара описао, било је „опасно, брутално и тегобно”, те је због тога било непопуларно међу локалним црним Африканцима. Запошљавање црне радне снаге почело је да се отежава, чак и уз понуду бољих плата. Средином 1903. године остало је готово пола од 90.000 црних радника који су били запослени у индустрији средином 1899. године. Донесена је одлука да се почну увозити кинески најамни радници који су спремни да раде за далеко мање плате од локалних афричких радника. Првих 1.000 најамних кинеских радника стигло је у јуну 1904. године. До јануара 1907. године, 53.000 кинеских радника радило је у рудницима злата.

### Први англо-бурски рат
Бурска република Трансвал принудно је анексирана Британији 1877. године, приликом покушаја Британије да уједини државе јужне Африке под својом влашћу. Дугогодишње незадовољство Бура довело је до побуне у Трансвалу и до Првог англо-бурског рата, такође познатог и као Бурски устанак, 1880. године. Сукоб је завршен скоро одмах након што је почео када су Бури однели победу у Бици код Маџуба Хила 27. фебруара 1881. године.
Република је поново стекла независност као Zuid-Afrikaansche Republiek ("Јужноафричка Република (Трансвал)") или ЗАР. Пол Кругер, један од вођа побуне, постао је председник Јужноафричке Републике 1883. године. У међувремену, Британци, који су свој пораз код Маџубе видели као нешто неочекивано, наставили су са својом жељом да уједине све јужноафричке колоније и републике. Ово су сматрали најбољим начином да се усагласе са већинским белим африканерским становништвом, као и да промовишу своје велике стратешке интересе у овој области.
Узрок англо-бурских ратова био је приписан такмичењу око тога која ће нација контролисати и имати највише користи од витватерсрандских рудника злата. Огромно богатство рудника било је у рукама европских "рандлордова" који су запошљавали углавном британске иностране управнике, рударске стручњаке, инжењере и техничке стручњаке, које су Бури описивали као uitlander, што значи странци. „Странци” су приговарали за ускраћивање парламентарне заступљености и права гласа, жалили су се на кашњење бирократске владе у издавању лиценци и дозвола и на општу административну неспособност владе.
Колона најамника, вођена капетаном Линдером Старом Џејмесоном, ушла је 1895. године у Јужноафричку Републику са намером да изазове устанак у Витватерсранду и да тамо успостави британску управу. Овај оружани упад постао је познат као Џејмесонова рација. Завршен је када је упадничка колона нападнута из заседе и заробљена од стране бурских командоса. Председник Кругер је сумњао да је побуна добила бар прећутно одобрење владе Кејп Колоније под премијером Сесилом Роудсом, а да је Кругерова Јужноафричка Република била у непосредној опасности. Кругер је реаговао формирањем савеза са суседном бурском републиком Слободном Државом Орање. То није спријечило избијање Другог англо-бурског рата.

### Други англо-бурски рат
Обновљене тензије између Британаца и Бура достигле су врхунац 1899. године када су Британци тражили права гласа за 60.000 страних белаца у Витватерсранду. Све до тог тренутка, влада председника Пола Кругера искључила је све странце из гласања. Кругер је одбацио захтев Британаца и захтевао повлачење британских трупа са граница Јужноафричке Републике. Када су Британци одбили, Кругер је објавио рат. Овај Други англо-бурски рат, познат и као Јужноафрички рат, трајао је дуже од првог, а британске трупе су допуњене колонијалним трупама из Јужне Родезије, Канаде, Индије, Аустралије и Новог Зеланда. Процењено је да је укупан број британских и колонијалних трупа распоређених у Јужној Африци током рата надбројао популацију две бурске републике за више од 150.000.
До јуна 1900. године, Преторија, последњи главни бурски град, се предала. Ипак, отпор бурских битерајндера (чије име значи „они који су се борили за горак крај”) опстао је још две године кроз герилски рат, на који су Британци одговорили тактиком спаљене земље. Бури су се наставили борити.
Британска сифражеткиња Емили Хобхаус посетила је британске концентрационе логоре у Јужној Африци и написала извештај у којем је осудила тамошње ужасне услове. До 1902. године 26.000 жена и деце Бура умрло је од болести и занемаривања у логорима.
Англо-бурски рат утицао је на све расне групе у Јужној Африци. Обе стране су регрутовале црнце или на други начин присиљавале да раде за њих као борци или као нешто друго, како би одржали ратне напоре и Бура и Британаца. Званична статистика црнаца убијених у акцији је нетачна. Већина лешева бачена је у необележене гробнице. Међутим, потврђено је да је 17.182 црнаца умрло углавном од болести у концентрационим логорима на Рту добре наде, али ова бројка није историјски прихваћена као прави одраз укупних бројева. Надзорници концентрационих логора нису увек бележили смрти црних затвореника у логорима.
Од самог почетка непријатељства у октобру 1899. године, до потписивања мира 31. маја 1902. године, рат је узео 22.000 живота империјалистичких војника и 7.000 републиканских бораца. Према условима мировног споразума познатог као Уговор у Феринихингу, бурске републике су признале британски суверенитет, док су се Британци заузврат обавезали на реконструкцију области под њиховом контролом.

## Јужноафричка унија (1910–1948)
Током година које су следиле након Англо-бурских ратова, Британија је почела да уједињује четири колоније, укључујући некадашње бурске републике, у једну самоуправну земљу названу Јужноафричка унија. Ово је постигнуто након неколико година преговора, када је донет Закон о Јужној Африци 1909. године, којим су удружене колоније Кејп, Натал, Трансвал и Слободна Држава Орање у једну нацију. У складу са одредбама закона, Унија је постала независан доминион Британске империје, у облику уставне монархије и у којем је британског монарха представљао генерални гувернер. Тужилаштва у судовима Јужноафричке Уније радила су у име Круне и службеници владе су служили у име Круне. Британске територије Басутоленд (данас Лесото) и Бечуаналенд (данас Боцвана) остали су под директном владавином Британије.
Међу осталим оштрим сегрегационим законима, који укључују одузимање права гласа црном становништву, парламент Уније је донео Закон о земљишту домородаца 1913. године, који је издвојио само 8% слободног земљишта Јужне Африке за становање црних становника. Бели становници, који су чинили 20% становништва, држали су 90% земље. Закон о земљи био је камен темељац за легализовану расну дискриминацију у наредних десет деценија.
Генерал Луис Бота је био на челу прве владе нове Уније, са генералом Јаном Смутсом, који је био његов заменик. Њихова Јужноафричка национална партија, касније позната као Национална странка, пратила је генерално пробританску политику белог јединства. Радикалнији Бури су се поделили под руководством генерала Берија Херцога, формирајући Националну странку (НС) 1914. године. НС заговарала је интересе Африканера, заговарајући засебан развој две беле групе и независност од Британије.
Незадовољство британским утицајем у послове Уније достигло је врхунац у септембру 1914. године, када су Бури покренули побуну. Побуна је угушена, а најмање један официр је осуђен на смрт и погубљен стрељањем.
Национална партија, којом су доминирали Афирканери, дошла је на власт 1924. године у коалиционој влади са Радничком странком. Aфриканерски, који је раније сматран нижеразредним холандским жаргоном, заменио је холандски језик као службени језик Уније. Енглески и холандски језик постали су два званична језика 1925. године.
Јужноафричка унија распала се након референдума 5. октобра 1960. године, током које је већина белих Јужноафриканаца гласала за једнострано повлачење из британског Комонвелта и оснивање Јужноафричке Републике.

### Први светски рат
На почетку Првог светског рата, Јужноафричка Република придружила се Великој Британији и савезницима против Немачког царства. И премијер Луис Бота и министар одбране Јан Смутс били су некадашњи генерали у Другом бурском рату који су се раније борили против Британаца, али су сада постали активни и поштовани чланови Ратног кабинета Империје. Чланови јужноафричке војске одбили су да се боре против Немаца и заједно са другим противницима владе подигли су отворену побуну познату као Мариц побуна. Влада је објавила борбени закон 14. октобра 1914. године, а снаге лојалне влади, под командом генерала Луиса Бота и Јана Смутса, победиле су побуну. Вође побуњеника су кривично гоњени, добили велике новчане казне и осуђени на казне затвора од 6 до 7 година.
Скоро 250 хиљада Јужноафриканаца служило је у јужноафричким војним јединицама које су подржавале савезнике током Првог светског рата. Ово је укључивало 43 хиљаде у Немачкој Југозападној Африци и 30 хиљада на Западном фронту. Процењено је да се 3 хиљада Јужноафриканаца придружило Краљевском летачком корпусу. Током рата било је око 18.600 жртава укупно у Јужноафричкој Републици. Јужноафричка Република помогла је савезницима да ухвате две немачке колоније Немачке Западне Африке и Немачке Источне Африке, а учествовала је и у биткама у западној Европи и Блиском истоку. Јула 1916. године, четири батаљона Јужноафричке бригаде, припојена Деветој шкотској дивизији, претрпела су 766 смртних случајева од приближно 3.150 јужноафричких војника који су се борили у бици код Делвил Вуда у Француској. То је била најскупља акција за Јужноафричку бригаду на Западном фронту. Мртви су бројнији од рањених у односу четири према један.
Јавно мњење у Јужној Африци подељено је расним и етничким линијама. Британци су подржавали рат и формирали су највећу војну компоненту. Исто тако, Индијци (вођени од стране Махатме Гандија) генерално су подржавали рат. Африканери су били подељени, неки као што су Бота и Смутс имали су истакнуто вођство у британским ратним акцијама. Овај положај одбацили су многи рурални Африканери који су подржали Мариц побуну. Синдикални покрет је такође био подељен. Многи урбани црнци подржали су рат и очекивали да ће рат подићи њихов статус у друштву. Други су сматрали да то није битно у борби за њихова права. Обојени су генерално подржавали, а многи су и служили у Обојеном корпусу у Источној Африци и Француској, такође се надајући да ће им бити боље после рата.
На захтев Британаца око 25 000 јужноафричких црнаца регрутовано је у САНЛЦ (SANLC — South African Native Labour Contingent) за послове који нису везани за битке. Од тога је 21.000 распоређено у Француској као лучки радници у француским лукама, где су смештени у одвојене јединице. Укупно 616 мушкараца из Петог батаљона САНЛЦ-а удавило се 21. фебруара 1917. године када се транспортни брод СС Менди, на којима су транспортовани у Француску, сударио са другим бродом у близини острва Вајт. Катастрофа Менди била је једна од најгорих трагедија Јужноафричке Републике у Великом рату, вероватно друга након Битке код Делвил Вуда. Јужноафричка влада није издала медаљу за ратне службе црним војницима, а специјална медаља коју је краљ Џорџ V издао за „домородачке трупе” које су служиле Царству, бронзана Британска ратна медаља, није одобрена и није издата САНЛЦ-у. Црне и мешовите расе Јужноафриканаца, које су подржавале рат, биле су огорчене када послератна Јужноафричка Република није променила доминацију белаца и сегрегацију црнаца.
Јужноафричка Република имала је главно економску државе која је Британској империји обезбеђивала две трећине производње злата, а највећи део остатка долазио је из Аустралије. Када је рат започео, званичници Банке Енглеске радили су са владом Јужноафричке Републике како би блокирали свако слање злата Немачкој и присилили су власнике рудника да продају злато само Британском трезору, по цени коју они поставе. Ово је олакшало куповину муниције и хране у САД и неутралним државама.

### Други светски рат
Током Другог светског рата, јужноафричка пристаништа и луке, као што су Кејптаун, Дурбан и Симонстаун, била су важна стратешка средства за Британску ратну морнарицу. Јужноафричка тајна специјална служба одиграла је значајну улогу у раном развоју и примени радара који се користио широм Јужне Африке како би се заштитио важан приобални путни правац. До августа 1945. године, авијација Јужноафричког ратног ваздухопловства, у сарадњи са британском и холандском авијацијом стационираном у Јужној Африци, пресрела је 17 непријатељских бродова, помогла у спашавању 437 преживелих потопљених бродова, напала 26 до 36 непријатељских подморница које су деловале у близини јужноафричке обале и одлетела 15.000 обалних патролних летова.
Око 334.000 Јужноафриканаца се добровољно пријавило за пуно радно време у служби подршке савезницима у иностранству. Скоро 9.000 је убијено у акцији. Безмало 10.000 јужноафричких војника, који су представљали једну трећину целокупне јужноафричке силе на бојном пољу, 21. јуна 1942. године заробљени су у паду Тобрука у Либији од стране сила немачког фелдмаршала Ервина Ромела. Један број јужноафричких пилота служио је Краљевској ваздухопловној јединици током битке за Британију, укључујући капетана групе Адолфа „Морнара” Малана, који је водио 74. ескадрилу и успоставио рекорд лично уништавајући 27 непријатељских авиона.
Генерал Јан Смутс био је једини важан небритански генерал чији је савет стално тражио британски премијер за време рата Винстон Черчил. Смутс је позван у Ратни кабинет Империје 1939. године као најстарији Јужноафриканац у корист рата. Смутс је именован за фелдмаршала британске војске 28. маја 1941. године, постајући први Јужноафриканац који је имао тај чин. Када се рат завршио, Смутс је представљао Јужну Африку у Сан Франциску при изради Повеље Уједињених нација у мају 1945. године. Баш као што је то учинио и 1919. године, Смутс је подстицао делегате да створе моћно међународно тело за очување мира; био је одлучан да ће, за разлику од Друштва народа, УН бити спреман на суровије одлуке. Смутс је такође потписао Париски мировни споразум, решавајући мир у Европи, чиме је постао једини потписник оба споразума којима су завршени и Први и Други светски рат.

## Доба апартхејда (1948–1994)

### Закон о апартхејду
Расистичко законодавство током доба апартхејда било је наставак и продужење дискриминаторних и сегрегационих закона који су формирали континуум који је започео 1856. године, под холандском владавином на Кејпу и проширио се по читавој земљи под британским колонијализмом.
Од 1948. године, узастопна управа Националне странке формирала је и проширила постојећи систем расне дискриминације и порицања људских права у правном систему апартхејда, који је трајао до 1991. године. Кључни акт законодавства током овог периода био је Закон о грађанима државе из 1970. године. Овај акт допуњује Закон о родној земљи из 1913. године успостављањем „домовина” или „резерви”. Ово је ауторизовало принудно исељавање афричких народа из урбаних центара у Јужноафричкој Републици и Југозападној Африци (данашња Намибија) у оно што је колоквијално описано као „Бантустани” или „првобитни домови” црначких племена Јужне Африке. Исто законодавство се примењивало и на Југозападну Африку. Браниоци апартхејда покушали су да оправдају политику „домовина”, цитирајући поделу Индије 1947. године, када су Британци учинили, а нису побудили међународну осуду.
Иако су се током овог периода догодили бројни важни догађаји, апартхејд је остао главна тачка око које су се бројна историјска питања обртала, укључујући насилне сукобе и милитаризацију јужноафричког друштва. До 1987. године, укупни војни расходи износили су око 28% националног буџета.
Последица устанка Совето 1976. године и безбедносног потискивања које га је пратило, Заједнички центри за управљање, који раде у најмање 34 подручја са високим ризиком за државу, постали су кључни елемент у систему управљања националном безбедношћу. Полиција и војска, које су контролисале центре до краја осамдесетих година 20. века, имале су утицај на доношење одлука на сваком нивоу, од кабинета до локалне самоуправе.

### Ембарго УН-а
Генерална скупштина Организације уједињених нација је, 16. децембра 1966. године, донела је одлуку да је апартхејд „злочин против човечанства”. Конвенција о апартхејду, како је постала позната, усвојена је од стране Генералне скупштине 30. новембра 1973. године са 91 државом чланицом, од којих су 4 гласале против (Португалија, Јужноафричка Република, Уједињено Краљевство и САД) и 26 уздржаних. Конвенција је ступила на снагу 18. јула 1976. године. Савет безбедности Организације уједињених нација је 23. октобра 1984. године одобрио је ову формалну одлуку. Конвенција је објавила да је апартхејд незаконит и криминалан због кршења Повеље Организације уједињених нација. Генерална скупштина је већ 12. новембра 1974. године суспендовала Јужноафричку Републику из Организације уједињених нација. Савет безбедности је 4. новембра 1977. године наметнуо обавезни ембарго на оружје на основу услова резолуције 181 којом се позивају све државе да престану са продајом у испоруком оружја, муниције и војних возила у Јужноафричку Републику. Држава је поновно примљена у УН 1994. године, након њене транзиције у демократију. Апартхејдска Јужноафричка Република одговорила је на овај ембарго УН-а јачањем својих војних веза са Израелом и успостављањем сопствене индустрије оружја уз помоћ Израела. Четири стотине оклопних возила М-113А1 и 106mm бестрзајних пушака, произведено је у Сједињеним Америчким Државама, достављено је у Јужноафричку Републику преко Израела.

### Ванправна убиства
Средином осамдесетих година 20. века, полицијски и војни ескадрони смрти извршавали су атентате на дисиденте и активисте, које је финансирала држава. До средине 1987. године, Комисија за људска права знала је најмање 140 политичких атентата у земљи, док је око 200 људи умрло од руку јужноафричких агената у суседним државама. Тачан број свих жртава можда никад неће бити познат. Строга цензура није дозвољавала новинарима да извештавају, снимају или фотографишу такве инциденте, док је влада покренула свој тајни програм дезинформације који је пружио искривљене извештаје о ванправним убиствима. У исто време, осветничке групе које су спонзорисане од стране државе извршавале су насилне нападе на заједнице и вође заједница, повезане са отпором на апартхејд. Затим је влада те нападе лажно приписивала насиљу „црнац на црнца” или фракционом насиљу унутар заједнице.
Комисија за истину и помирење (ТРЦ) касније ће утврдити да је прикривена, неформална мрежа бивших или још увијек службених војних и полицијских оперативаца, често дјелујући заједно са екстремним десничарским елементима, укључена у акције које се могу тумачити као подстицање насиља и што је резултирало великим кршењима људских права, укључујући случајна и циљана убиства. Између 1960. и 1994. године, према статистици Комисије за истину и помирење, Партија слободе Инката била је одговорна за 4.500 смртних случајева, јужноафричка полиција за 2.700, а Јужноафрички национални конгрес за око 1.300.
Почетком 2002. године, планирани војни државни удар од стране покрета који је заговарао надмоћ белаца познатог као Буримаг (Сила Бура), осујећен је од стране јужноафричке полиције. Двадесетак завереника, међу којима су били и виши јужноафрички официри, ухапшени су због издаје и убиства, након експлозије бомбе у Совету. Ефикасност полиције у ублажавању планираног удара повећала је перцепцију јавности да је демократски ред после 1994. године неизмењив.
ТРЦ је, на крају свог мандата 2004. године, предао листу 300 имена наводних починилаца Националном тужилачком органу за истрагу и кривично гоњење. Мање од шачице починилаца је икада кривично гоњено.

### Војне операције на линији фронта
Јужноафричке снаге безбедности током другог дела ере апартхејда имале су политику дестабилизације суседних држава подржавајући опозиционе покрете, спроводећи саботажне операције и нападајући базе Афричког националног конгреса (АНЦ) и места за прогнанике у тим државама. Ове државе, које су формирале регионални савез јужноафричких држава, називале су колективно као државе Фронта: Ангола, Боцвана, Лесото, Мозамбик, Свазиленд, Танзанија, Замбија и, од 1980. године, Зимбабве.
Почетком новембра 1975. године, одмах након што је Португал ослободио своју бившу афричку колонију Анголу, избио је грађански рат између супарничких покрета Националне уније за потпуну независност Анголе (УНИТА) и Народног покрета за ослобађање Анголе (МПЛА). У циљу спречавања колапса УНИТА-е и цементирања владавине пријатељске владе, Јужноафричка Република је интервенисала 23. октобра шаљући између 1.500 и 2.000 трупа из Намибије у јужну Анголу како би се бориле против МПЛА-е. Као одговор на јужноафричку интервенцију, Куба је послала 18.000 војника у оквиру велике војне интервенције под надимком Операција Карлота за подршку МПЛА. Куба је првобитно обезбедила МПЛА са 230 војних саветника пре интервенције Јужноафричке Републике. Кубанска интервенција била је одлучујућа за помоћ око преокретања напретка Јужноафричких одбрамбених снага и УНИТА-е и цементирања владавине МПЛА у Анголи. Више од једне деценије касније, 36.000 кубанских трупа било је распоређено широм земље како би пружиле подршку МПЛА у борби против УНИТА-е. Грађански рат у Анголи донео је од 550.000 до 1.250.000 смрти укупно, углавном од глади. Већина смртних случајева десила се између 1992. и 1993. године, након што су јужноафричке и кубанске интервенције завршиле. Директна ратна штета само у Анголи износила је преко 17.000.000.000 долара у периоду од 1980. до 1988. године. Губитак у пољопривредној производњи износио је додатних 1.000.000.000 долара.
Између 1975. и 1988. године, Јужноафричке одбрамбене снаге наставиле су да се баве масивним конвенционалним рацијама у Анголи и Замбији како би елиминисале напредне оперативне базе Народне ослободилачке армије Намибије преко границе из Намибије, као и како би пружиле подршку УНИТА-и. Контроверзно бомбардовање и ваздушни напад од стране 200 јужноафричких падобранаца 4. маја 1978. године у Касинги у јужној Анголи резултирало је да је убијено око 700 југозападних Африканаца, укључујући и војна лица Народне ослободилачке армије Намибије и велики број жена и деце. Пуковник Јан Брејтенбах, јужноафрички командант падобранских батаљона, тврдио је да је „признат у западним војним круговима као најуспешнији ваздушни напад од Другог светског рата”. Влада Анголе описала је мету напада као избеглички камп. Савет безбедности Уједињених нација је 6. маја 1978. године осудио Јужноафричку Републику за овај напад. Дана 23. августа 1981. године, јужноафричке трупе поново су покренуле упад у Анголу уз сарадњу и охрабрење које је пружила америчка Централна обавештајна агенција (ЦИА). Анголска војска, у супротстављању ономе што је перципирала као јужноафричку инвазију, подржала је комбинација кубанских снага и ПЛАНА и АНЦ герилаца, сви наоружани оружјем снабдевеним од стране Совјетског Савеза. Јужноафричке војне и политичке обавештајне службе, са своје стране, блиско су радиле са америчким, британским и западно-немачким тајним службама током хладног рата.
И Јужноафричка Република и Куба победиле су у одлучујућој бици код Квито Кванавалеа, која је описана као „најжешћа у Африци још од Другог светског рата”. Међутим, јужноафричка војска изгубила је ваздушну надмоћ и своју технолошку предност, углавном због међународног ембарга на оружје против земље. Учешће Јужноафричке Републике у Анголи завршено је формално након потписивања споразума који су организовале Уједињене нације, познат као Њујоршки споразум између владе Анголе, Кубе и Јужноафричке Републике, што је резултирало повлачењем свих страних трупа из Анголе, а такође и повлачењем Јужноафричке Републике из Југозападне Африке (данас Намибије), за коју је УН сматрао да је илегално окупирана од 1966. године.
Јужноафричка Република је током 1980-их такође пружала логистичку и другу прикривену подршку побуњеницима Resistência Nacional Moçambicana (РЕНАМО) у суседном Мозамбику, који су се борили против владајуће владе ФРЕЛИМО током Грађанског рата у Мозамбику и покренули су прекограничне рације у Лесоту, Свазиленду и Боцвани, убијања или заробљавања великог броја јужноафричких прогнаница. Грађански рат у Мозамбику донео је око 1.000.000 смрти од насиља и глади.

### Отпор апартхејду
Организовани отпор африканерском национализму није био искључиво ограничен на активисте потлачене црначке популације. Покрет познат као Торч Командо основан је педесетих година 20. века, на челу са белим ратним ветеранима који су се борили против фашизма у Европи и Северној Африци током Другог светског рата, а када су се вратили кући затекли су фашизам у Јужној Африци. Са 250 хиљада плаћених чланова у свом најбољем периоду, то је био највећи протестни покрет у историји земље. До 1952. године, кратки пламен белог радикализма масе је угашен, када је Торч Командо распуштен због владиног законодавства Законом о сузбијању комунизма из 1950. године. Неки припадници Торч Командоа постали су водеће фигуре у оружаном крилу забрањеног Афричког националног конгреса.
Од четрдесетих до шездесетих година 20. века, анти-апартхејдски отпор у земљи имао је облик углавном пасивног отпора, на који делимично утиче пацифистичка идеологија Махатме Гандија. После масакра 69 мирољубивих демонстраната у марту 1960. године у Шарпвилу, као и накнадног проглашења ванредног стања и забране партија које су против апартхејда, укључујући Афрички национални конгрес, Пан-афрички конгрес и Комунистичку партију Јужноафричке Републике, фокус националног отпора прешао је на оружану борбу и илегалне активности.
Национално-ослободилачки покрет је био подељен почетком 1960-их када је „африканистичка” фракција Афричког националног конгреса пристала на савез АНК и Комунистичке партије Јужне Африке. Лидери Комунистичке партије Јужне Африке углавном су били белци. Африканисти су се одвојили од АНК-а како би формирали Свеафрички конгрес (САК) и његово војно крило по имену Поко, које је постало активно углавном у покрајинама Кејпа. Почетком деведесетих, Поко је преименован у Азанијан народноослободилачку војску (енгл. Azanian People's Liberation Army — АПЛА). Његове илегалне ћелије спровеле су оружане пљачке за прикупљање средстава и набавку оружја и возила. Цивили су убијани или повређивани у многим од ових пљачки. Број напада на беле цивилне жртве на јавним местима повећао се 1993. године. АПЛА је демантовала да су напади били расистичког карактера, тврдећи да су били усмерени против владе апартхејда, јер су сви белци, према Свеафричком конгресу, били скривени у политици апартхејда. Напад на хришћанску цркву у Кејптауну 1993. године резултирао је са једанаест погинулих и 58 рањених.
Стотине студената и других који су избегли у суседне земље, посебно у Боцвану, како би избегли хапшење након Совето устанка 16. јуна 1976. године, пружили су плодно подручје за регрутовање како за АНК, тако и за САК. Устанак је убрзало владино законодавство које је афричке ученике приморало да прихватају африканерски језик као званични школски језик, уз подршку ширег Покрета црне свести. Устанак се проширио широм земље. До тренутка када је званично заустављен, стотине демонстраната су убијени са много рањених или ухапшених од стране полиције.
Нерасна коалиција Уједињени демократски фронт (УДФ) са око 400 грађанских, црквених, студентских, синдикалних и других организација, настала је 1983. године. На врхунцу 1987. године, УДФ је имала око 700 подружница и око 3.000.000 чланова. Она је спроводила ненасилну стратегију познату као „неповредивост”, укључујући бојкоте рентирања, студентске протесте и штрајкове. Постојала је снажна веза између Афричког националног конгреса (АНК) и УДФ-а, заснованог на заједничкој изјави о мисији Повеље слободе. Након ограничења која се односе на његове активности, УДФ је 1988. године заменио масовни демократски покрет, лабав и аморфан савез група против апартхејда који није имао сталну структуру, што је отежавало влади да забрани његове активности.
Укупно 130 политичких затвореника обешено је на губилишту Централног затвора у Преторији између 1960. и 1990. године. Осуђени су углавном били чланови Свеафричког конгреса и Уједињеног демократског фронта.

## Доба после апартхејда (1994–данас)
Распад Совјетског Савеза крајем осамдесетих значио је за Афрички национални конгрес (АНК) који је био у савезу са Комунистичком партијом Јужне Африке, да више не може зависити од Совјетског Савеза за оружје и политичку подршку. То је значило и да влада апартхејда више не може повезати апартхејд и његов наводни легитимитет за заштиту хришћанских вредности и цивилизације суочени са rooi gevaar, што значи „црвена опасност” или претња комунизма. Обе стране су биле приморане на преговарање, тако да су у јуну 1991. године сви закони о апартхејду коначно укинути — отварајући пут за прве мултирасне демократске изборе у земљи три године касније. Како је опозиција апартхејду 1980-их година раширила грађанске немире, економске и културне санкције од стране међународне заједнице, те притисак од стране антиапартхејдског покрета широм света, председник државе Фредерик Вилем де Клерк објавио је укидање забране Афричког националног конгреса, Свеафричког конгреса и Комунистичке партије Јужне Африке, као и ослобађање политичког затвореника Нелсона Манделе 2. фебруара 1990. године, након двадесет седам година затвора. На референдуму одржаном 17. марта 1992. године, бели бирачи су изгласали 68% у корист демократије.
Након дугих преговора под покровитељством Конвенције за демократску Јужну Африку (CODESA — Convention for a Democratic South Africa), нацрт устава објављен је 26. јула 1993. године, који садржи концесије према свим странама: федерални систем регионалних законодавстава, равноправност приликом гласања без обзира на расу, те дводомно законодавство.
Од 26. до 29. априла 1994. године, јужноафричка популација гласала је на првим општим изборима. Афрички национални конгрес је победио, испред владајуће Националне странке и Партије слободе Инката. Демократска странка и Свеафрички конгрес, између осталог, формирали су парламентарну опозицију у првом неразјашњеном парламенту у земљи. Нелсон Мандела је изабран за председника 9. маја 1994. године и формирао је владу националног јединства, коју чине АНК, Национална странка и Партија слободе Инката. Дана 10. маја 1994. Мандела је инаугурисан као нови предсједник Јужне Африке у Преторији са Табом Мбекијем и Ф. В. де Клерком за његове потпредседнике. Влада националног јединства пропала је на крају прве седнице парламента 1999. године, а АНК је постао једина странка на власти, док је одржавао стратешки савез са Конгресом синдиката Јужне Африке (COSATU — Congress of South African Trade Unions) и Комунистичком партијом Јужне Африке. После значајне дебате и поднесака из заговарачких група, појединаца и обичних грађана, Скупштина је усвојила нови Устав и Предлог закона 1996. године. Смртна казна је укинута, уведена је реформа земљишне политике и прерасподела и законом прописани правични закони о раду.

### Емиграција, терет дуга и сиромаштво
Непосредни период после апартхејда обележио је егзодус квалификованих, белих Јужноафриканаца из сигурносних разлога. Јужноафрички институт за расне односе проценио је 2008. године да је 800.000 или више белих људи емигрирало од 1995. године, од приближно 4.000.000 који су били у Јужноафричкој Републици када је апартхејд формално завршио годину дана раније. Велике беле дијаспоре Јужноафричке Републике, како на енглеском тако и на афричком, никле су у Аустралији, Новом Зеланду, Северној Америци, а посебно у Великој Британији, у које је емигрирало око 550.000 Јужноафриканаца.
Влада апартхејда објавила је мораторијум о враћању дуга у иностранству средином осамдесетих година 20. века, када је прогласила ванредно стање уочи ескалације цивилних немира. Са формалним завршетком апартхејда 1994. године, нова демократска влада била је оптерећена великим спољним дугом у износу од 86.700.000.000 рунди (5.136.454.800 евра по текућим девизним курсевима) насталих у бившем режиму апартхејда. Влада након апартхејда везана за готовину дужна је да отплати тај дуг или да се суочи са смањењем кредита страних финансијских институција. Дуг је коначно решен у септембру 2001. године.
Додатно финансијско оптерећење наметнуто је новој влади после апартхејда кроз њену обавезу пружања антиретровиралног лечења (АРВ) осиромашеним жртвама епидемије ХИВ / АИДС-а која је брисала земљу. Јужноафричка Република је имала највећу преваленцију ХИВ / АИДС-а у поређењу са било којом другом земљом у свету, са 5.600.000 људи погођених овим болестима, а 2011. године забележено је 270.000 смртних случајева везаних за ХИВ. До тог времена више од 2.000.000 деце је било сирочад због епидемија. Обезбеђивање АРВ третмана довело је до 100.000 мање смртних случајева везаних за АИДС у 2011. години него у 2005. години.
Мигрантски рад је остао основни аспект јужноафричке рударске индустрије, која је запослила пола милиона углавном црних рудара. Радни немири у индустрији резултирали су масакром средином августа 2012. године, када је полиција против штрајкача убила 34 ухваћених рудара и ранила још много њих, у ономе што је познато као масакр у Марикани. Инцидент је широко критикован од стране јавности, организација цивилног друштва и верских лидера. Мигрантски систем рада идентификован је као главни узрок немира. Вишенационалне рударске корпорације, укључујући Англо-америчку корпорацију, Лонмин и Англо Платинум, оптужене су због неуспеха да се баве трајним наслеђем апартхејда.
До 2014. године, око 47% (углавном црних) Јужноафриканаца је наставило да живи у сиромаштву, што је чини једним од најнеравноправнијих земаља на свету. Распрострањено незадовољство са спорим темпом друштвено-економских преображаја, неспособности владе и неправилности и других жалби јавности у пост-апартхејдском добу, изазвало је много насилних протестних демонстрација. У 2007. години, мање од половине протеста било је повезано са неком врстом насиља, у поређењу са 2014. годином, када је готово 80% протеста укључило насиље од стране учесника или власти. Спори темпо трансформације такође је подстакао тензије унутар трочланог савеза АНК-а, Комунистичке партије и Конгреса синдиката јужноафричких земаља.
АНК је дошао на власт преко сила социјалистичке агенде садржане у Повељи Слободе, која је имала за циљ да оснује социјалне, економске и политичке политике АНК. Повеља је донела одлуку да ће „национално богатство наше земље, наслеђе Јужноафричких народа бити обновљено људима, а рудно богатство испод земље, банака и монополске индустрије пребацује се у власништво људи”. АНК-ова икона Нелсон Мандела, тврди у саопштењу објављеном 25. јануара 1990. године: „Национализација рудника, банака и монополних индустрија је политика АНК-а, и промена или модификација наших ставова у овом погледу је незамислива”. Али, после изборне победе АНК-а 1994. године, искорењивање масовног сиромаштва кроз национализацију никада није било спроведено. Влада предвођена АНК-ом, у историјском преокрету политике, усвојила је неолиберализам. Порез на богатство јако богатих за финансирање развојних пројеката је издвојен, док су домаће и међународне корпорације, обогаћене од стране апартхејда, ослобођене било каквих финансијских репарација. Великим корпорацијама је било дозвољено да пребаце своје главне листинге у иностранство. Према речима једног водећег стручњака за економију Јужне Африке, концесије владе великим бизнисима представљале су „невероватне одлуке које ће прогањати Јужну Африку кроз генерације које долазе”.

### Ксенофобија
Период након апартхејда обележен је бројним избијањима ксенофобичних напада на стране мигранте и тражиоце азила из различитих конфликтних зона у Африци. Академска студија спроведена 2006. године показала је да су Јужноафриканци показали више нивое ксенофобије него било ко у свету. Високи комесаријат Уједињених нација за избеглице (УНХЦР) утврдио је да је конкуренција око послова, пословних прилика, јавних служби и становања довела до тензије међу избеглицама, азилантима, мигрантима и домаћим заједницама, што је идентификовано као главни узрок ксенофобичног насиља. Јужноафричка Република примила је више од 207 хиљада индивидуалних захтева за азил 2008. године и још 222.300 у 2009. години, што представља скоро четвороструки раст у обе године у односу на 2007. годину. Ове избеглице и мигранти долазе углавном из Зимбабвеа, Бурундија, Демократске Републике Конго, Руанде, Еритреје, Етиопије и Сомалије.

### Шефови државе после апартхејда
Према Уставу после апартхејда председник је шеф државе и владе. Председника бира Народна скупштина и служи мандат који истиче на следећим општим изборима. Председник може освојити највише два мандата. У случају упражњене позиције, заменик председника служи као вршилац дужности председника.
| Председник | Председник  | Председник                 | Мандат              | Мандат                               | Мандат             | Политичка партија          |
| #          | Фотографија | Име                        | преузео функцију    | напустио функцију                    | Трајање            | Политичка партија          |
| ---------- | ----------- | -------------------------- | ------------------- | ------------------------------------ | ------------------ | -------------------------- |
| 1          |             | Нелсон Мандела (1918–2013) | 10. мај 1994.       | 16. јун 1999                         | 5 година, 37 дана  | Афрички национални конгрес |
| 2          |             | Табо Мбеки (1942–)         | 16. јун 1999.       | 24. септембар 2008. (поднео оставку) | 9 година, 100 дана | Афрички национални конгрес |
| 3          |             | Халема Мотланте (1949–)    | 25. септембар 2008. | 9. мај 2009.                         | 226 дана           | Афрички национални конгрес |
| 4          |             | Џејкоб Зума (1942–)        | 9. мај 2009.        | 14. фебруар 2018. (поднео оставку)   | 8 година, 264 дана | Афрички национални конгрес |
| 5          |             | Сирил Рамафоса (1952–)     | 15. фебруар 2018.   | тренутно                             | 199 дана           | Афрички национални конгрес |